# 桓彥範
桓彥範（653年—706年），字士則，潤州丹陽縣人，是唐朝政治家。曾與張柬之、崔玄暐、敬暉、袁恕己等發動神龍革命，迫武則天退位，唐中宗因而復辟。後得罪韋皇后、武三思，因而被殺。

## 生平
桓彥範是桓伊的後人。曾祖父桓子玉，隋散騎常侍。祖父桓法嗣曾任弘文館學士。父桓思敏。因家世關係，桓彥範被調補為右翊衛。宰相狄仁傑賞識其才，推薦給武則天，累遷官為御史中丞。
武后病重，宰相張柬之謀誅張氏兄弟，桓彥範、崔玄暐、敬暉、袁恕己等參與策劃。後以禁軍攻入玄武門，掌控大內，誅張昌宗、張易之，使武則天退位，唐中宗復辟，史稱神龍革命，又稱神龍政變。五名大臣各有封賞；張柬之封為漢陽郡王；崔玄暐博陵郡王；敬暉平陽郡王；袁恕己南陽郡王；桓彥範扶陽郡王。彥範獲賜姓韋，與韋皇后合譜聯宗。
彥範看唐中宗懦弱，大權由韋皇后與男寵武三思等人掌握，又上書唐中宗，勸其勿大權旁落。唐中宗不聽。於是武三思集團與彥範等结下仇恨，武三思以「五大臣誣陷韋皇后」為由誣陷，唐中宗頒布詔令，將五大臣流放邊疆。彥範剝奪韋姓，流放貴州（在今廣西壯族自治區貴縣）。據《舊唐書·桓彥範傳》記載，武三思派周利貞逮捕彥範，“乃令左右執縛，曳於竹槎之上，肉盡至骨，然後杖殺。”
最初誅張氏兄弟時，洛州長史薛季昶向張柬之、敬暉說：“二凶雖除，產祿猶在，去草不去根，終當復生。”彥範不欲廣殺，曰：“大事已定，彼猶機上肉耳，夫何能為！所誅已多，不可復益也。”薛季昶歎曰：“吾不知死所矣！”後來彥範果然被武三思所害。
中宗死後，太平公主與臨淄王李隆基發動了唐隆政變，唐睿宗復辟，平反追復彦範等人官爵，諡忠烈。

## 延伸阅读
[在维基数据编辑]
 在维基文库阅读此作者作品
 《舊唐書/卷91》，出自刘昫《舊唐書》
 《新唐書·卷120》，出自《新唐書》